# Еджворт Девід
Танат Вільям Еджворт Девід (англ. Sir Tannatt William Edgeworth David; 28 січня 1858 року Сен-Фаганс поблизу Кардіффа — 28 серпня 1934 року Сідней) — австралійський геолог і дослідник Антарктики, учасник першої експедиції Ернеста Шеклтона (1907—1909), учасник походу до Південного магнітного полюса.

## Біографія
Еджворт Девід народився поблизу Кардіффа в родині викладача богослов'я і античної історії. У 12 років Еджворт розпочав навчання в коледжі святої Магдалини у Оксфорді. У 1876 році отримав стипендію для
вивчення античності. У 1878 році виїхав до Австралії і Канади на лікування. Коли повернувся в Оксфорд, почав вивчати геологію. У 1880 році отримав ступінь бакалавра мистецтв і наступні два роки вивчав геологію Уельсу. У 1882 році Еджворт Девід певний час навчався у Королівській гірській школі в Лондоні. Згодом поїхав до Австралії, де працював помічником геологічного інспектора в уряді колонії Новий Південний Уельс.
З 1891 року Еджворт Девід працював професором геології в університеті Сіднея. На посаді викладача університету був до 1924 року. Серед досягнень професора — відкриття найбільшого вугільного басейну Хантер-Веллі у Новому Південному Уельсі в квітні 1886 року, відкриття родовищ олова, складання геологічної карти Сіднейсько-Ньюкасльського басейну. У 1892 займав посаду голови секції геології в Австралійській асоціації з розвитку науки. Займався дослідженням атолів, у тому числі в 1896 році атол Фунафуті. Еджворт Девід у 1907—1909 роках брав участь за запрошенням у першій експедиції Шеклтона. Після завершення експедиції виступав з лекціями про неї. У 1913 році Еджворт Девід став президентом Австралійської асоціації з розвитку науки. 25 жовтня 1915 року, під час Першої світової війни отримав звання майора і очолив Австралійський гірський корпус. Він прибув на Західний фронт у травні 1916 року. У вересні 1916 року отримав травми, впавши в траншею: були зламані два ребра і розірвано сечовий міхур. Девід лікувався в Лондоні, потім повернувся на фронт радником Британського експедиційного корпусу з земельних робіт і залишався на передовій до червня 1917 року. У 1921 році повернувся в Австралію, продовжив викладацьку діяльність. У 1921—1922 роках очолював Австралійську національно-дослідницьку раду. Вийшов у відставку в 1924 році, науковою роботою займався до кінця життя.

## Антарктична експедиція
Головною метою експедиції Шеклтона було підкорення Південного полюса. Учасники досягли на китобійному пароплаві «Німрод» моря Росса і зупинилися на зимівлю у протоці Мак-Мердо. В ході експедиції Еджворт очолював з 5 по 11 березня 1908 року сходження на антарктичний вулкан Еребус. Також професор очолював загін експедиції, який першим досяг 16 березня 1909 года Південного магнітного полюса. В загоні, крім Девіда, були фізик Дуглас Моусон і лікар Аллістер Маккей. Десять тижнів вони йшли узбережжям, поповнювали запаси, полюючи на тюленів і пінгвінів. Потім повернули в глиб країни. Важкий шлях долали повільно: до кінця жовтня мандрівники подолали по узбережжю Землі Вікторії не більше 100 км.
Вони залишили все, без чого можна обійтися. Інакше вони не змогли б форсувати льодовик Норденшельда і льодовик Дрігальского. Коли перетинали льодовик Дрігальського, 11 грудня Девід впав у тріщину, і був врятований Моусоном. 27 грудня загін досяг льодовик Рівза, тоді команда змогла проходити до 17 км щодня. З цього дня вони почали робити регулярні магнітні вимірювання. Через недосконалість приладів доводилося кілька разів повторювати 24-годинні цикли спостережень. 16 січня 1909 р полюс був досягнутий на 72 ° 25 'пд. ш., 155 ° 16 'східної довготи на висоті 2210 м над рівнем моря. Учасники Північного загону проголосили територію володінням Британської імперії.
Дорогу назад, не дивлячись на виснаження — 400 миль — команда пройшла за 15 днів. 31 січня «Німрод» підійшов до берега, але не зміг наблизитися більше, ніж на 26 миль. 4 лютого, переживши снігопад і падіння в тріщини морського льоду, загін повернувся на судно. За час очікування вони встигли дослідити льодовик Феррара.

## Відзнаки
- Еджворт Девід у 1899 році був нагороджений медаллю Бігсбі Лондонським геологічним товариством
- У 1900 році був обраний членом Лондонського Королівського товариства
- У 1910 році отримав Орден Святого Михайла і Святого Георгія і почесний ступінь доктора наук від Оксфордського університету.
- В листопаді 1918 року отримав звання підполковника.
- У вересні 1920 року був нагороджений Орденом Британської імперії.